# الرقيص (دوعن)
'

تعديل مصدري - تعديل

الرقيص هي إحدى قرى عزلة صيف بمديرية دوعن التابعة لمحافظة حضرموت، بلغ تعداد سكانها 80 نسمة حسب تعداد اليمن لعام 2004.